# ГЕС Рандл
ГЕС Рандл – гідроелектростанція у канадській провінції Альберта. Знаходячись після ГЕС Spray, становить нижній ступінь дериваційного каскаду, що живиться ресурсом із річки Spray, правої притоки Боу. Остання є лівою твірною Південного Саскачевану, правої твірної Саскачевану (через озеро Вінніпег та річку Нельсон належить до басейну Гудзонової затоки).
Відпрацьована на станції Spray вода потрапляє до каналу та балансувального резервуара загальною завдовжки понад 2 км. Далі через напірний водовід завдовжки 0,4 км ресурс надходить до наземного машинного залу, де знаходяться дві введені у експлуатацію в 1951 та 1960 роках турбіни потужністю 17 МВт і 33 МВт. Гідроагрегати використовують напір у 105 (за іншими даними – 65) метрів та забезпечують виробництво 73 млн кВт-год електроенергії на рік.
З машинного залу по відвідному каналу завдовжки 0,5 км відпрацьований ресурс потрапляє у Боу за 22 км нижче від устя Spray, з якої колись відібрали ресурс для дериваційної схеми. Можливо також відзначити, що надалі вода проходить через чотири гідроелектростанції каскаду на Боу (включаючи ГЕС Ghost) та досягає ГЕС Coteau Creek на Південному Саскачевані.